# Колон (театр)
«Колон» (исп. Teatro Colón — театр Колумба) — театр оперы и балета в Буэнос-Айресе. Традиционно считается важнейшим и самым престижным оперным театром Южной Америки. Балетная труппа театра — старейшая на континенте. 
На главной сцене Буэнос-Айреса выступали почти все звёзды мировой оперной сцены XX века. Стены театра помнят Р. Штрауса, Стравинского, Нижинского, Анну Павлову, Тосканини, Марию Каллас, Рудольфа Нуреева, Лучано Паваротти. 
Театр Колумба славится прекрасной акустикой и используется для концертов симфонической музыки. Согласно проведённому Беранеком опросу дирижёров мирового уровня (2000) он занял первое место по акустическим характеристикам среди 23 театров Европы, Америки и Японии.
С 1960 года при театре работает высшая школа искусств. Также с 1989 года имеется собственная экспериментальная студия.

## Строительство

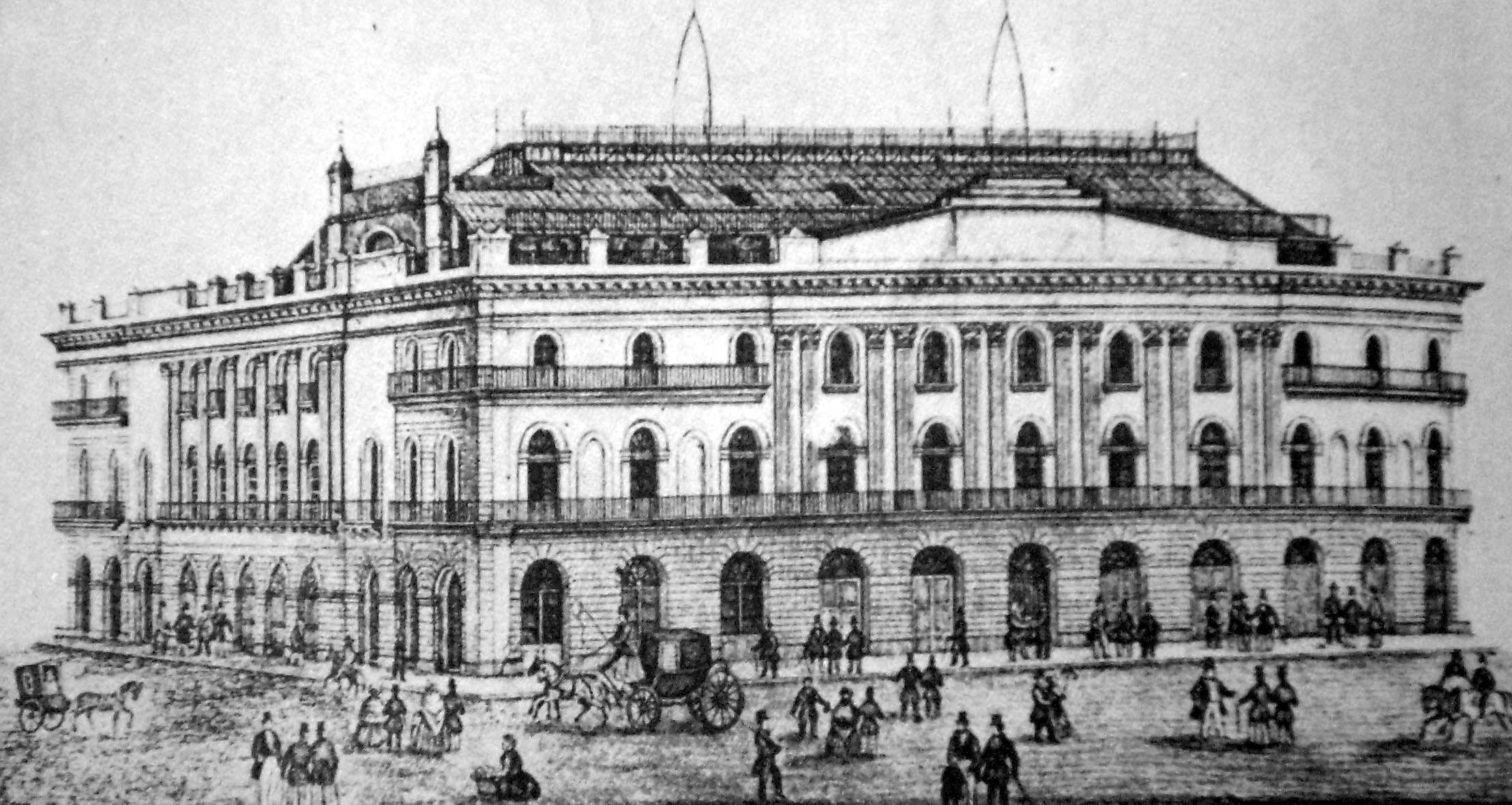
Первое здание театра на площади Мая

В середине 1850-х годов опера в Аргентине переживала бурный расцвет: только в 1854 году в Буэнос-Айресе на различных сценах были осуществлены 53 оперные постановки. Назрела необходимость в появлении нового театра, и в 1856 году он был заложен, а 27 апреля 1857 года торжественно открыт постановкой оперы «Травиата» (всего четырьмя годами позже её европейской премьеры). Новый театр вмещал около 2 500 зрителей и включал особую галерею специально для женщин.
Через 30 лет после открытия стало ясно, что требуется более удобное и современное помещение, и здание было продано Национальному банку Аргентины с тем, чтобы употребить деньги на строительство нового. Нынешнее здание театра «Колон» было заложено в 1889 году по проекту архитекторов Франческо Тамбурини и Витторио Меано, однако строительство его сопровождалось постоянными задержками и трудностями: оба архитектора умерли, равно как и финансировавший проект бизнесмен Анджело Феррари. Лишь в 1908 году здание было завершено архитектором Жюлем Дормалем, несколько изменившим проект и заново спроектировавшим отделку. 
Новое здание открылось 25 мая 1908 года, в национальный праздник Аргентины, оперой Верди «Аида». В нём по-прежнему было около 2 500 мест, плюс возможность слушать концерты стоя для значительного количества (от 500 до 1000) зрителей. Интерьеры театра были богато украшены, в фойе были установлены бюсты выдающихся композиторов: Бетховена, Беллини, Бизе, Вагнера, Верди, Гуно, Моцарта и Россини.

## История существующего здания
Без театра «Колон» невозможно представить историю аргентинского танго: здесь выступали все великие мастера этого танца. Именно с победы в организованном театром конкурсе 1931 года началась карьера Либертад Ламарке, прозванной «королевой танго». 

В 1925 году в театре появилась постоянная балетная труппа, которую возглавил Георгий Кякшт. История труппы началась с балета «Детские сцены» (исп. Escenas infantiles) композитора Кайетано Трояни. Одной из первых балерин труппы, получивших международное признание, была Ольга Ферри. 

Посетительницы театра Колон (с картины Х. Л. Палье, 1858)

В 1920-х и 1930-х годах в театре Колон работали русские балетмейстеры, осуществившие, в частности, постановки балетов:
- 1926 — возобновление Б. Ф. Нижинской «Свадебки» И. Ф. Стравинского[5]
- 1927 — «Ала и Лоллий» на музыку «Скифской сюиты» С. С. Прокофьева, хореография Б. Ф. Нижинской[6]
- 1930 — «Шут» С. С. Прокофьева, хореография Б. Г. Романова[7]

В 1923 году в Буэнос-Айресе гастролировал Венский филармонический оркестр под управлением Рихарда Штрауса, который представил в театре Колон свои оперы «Саломея» и «Электра». В 1936 году по приглашению директора театра Хуана Хосе Кастро русский композитор Стравинский дирижировал здесь южноамериканской премьерой своей «Персефоны». Текст произведения был переведён на испанский Х. Л. Борхесом, декламировала его Виктория Окампо.
Ведущий итальянский дирижёр Туллио Серафин дирижировал в театре на 368 представлениях 63-х различных опер (включая весьма редкие). Всего он провёл здесь девять сезонов (первый — в 1914, последний — в 1951).
После перехода из частных рук в ведение городских властей в 1931 году театр стал утрачивать космополитический лоск. В пероновские времена договариваться о гастролях крупнейших мировых «звёзд» становилось всё труднее (по совокупности политических и финансовых причин), а в постановках стал подчёркиваться местный аргентинский колорит. Много шума вызвал правительственный запрет (за «неблагопристойность») оперы Хинастеры «Бомарцо» в 1967 году.
В октябре 2006 года театр закрылся на ремонт и должен был вновь открыться 25 мая 2008 года, в свой столетний юбилей, но задержки помешали этому. В результате открытие театра было приурочено к другой значимой дате — 200-летию аргентинской государственности 25 мая 2010 года. В этот день состоялся праздничный концерт, на котором присутствовал ряд высокопоставленных чиновников Аргентины, а также президент Уругвая Хосе Мухика. На концерте исполнялись фрагменты из оперы Пуччини «Богема», симфонической поэмы «Зупай» Паскуаля де Рогатиса и балета «Лебединое озеро» Чайковского.
В 2018 году (30 ноября и 1 декабря) в театре «Колон» проходил Саммит G-20.

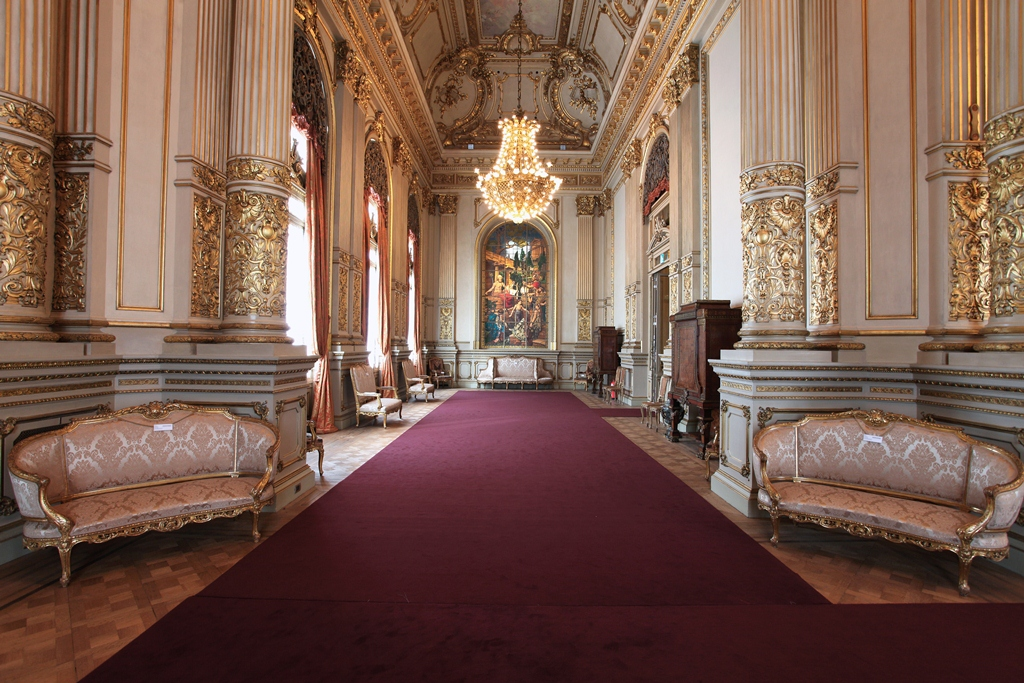
«Золотое фойе»
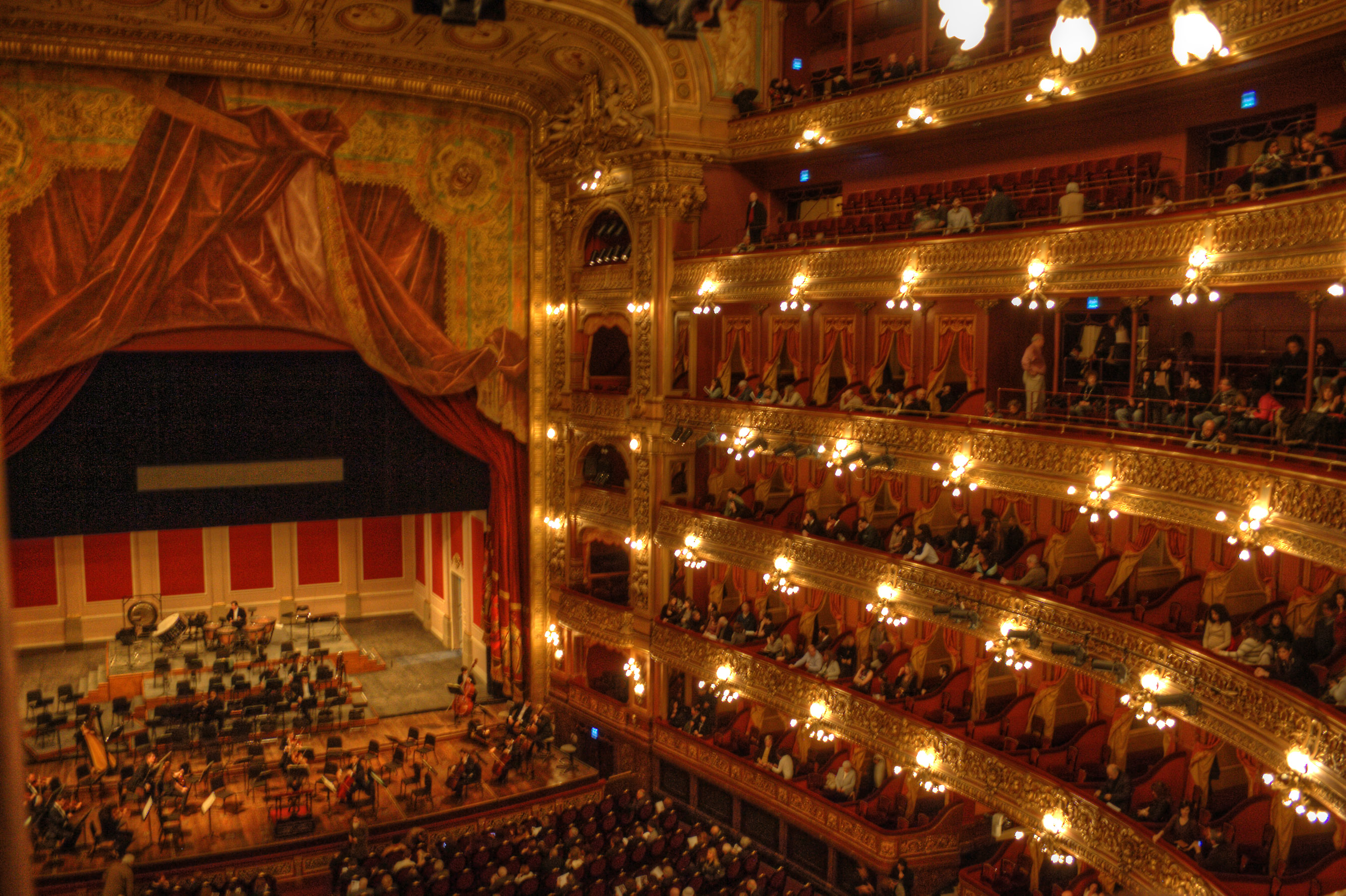
Зрительный зал
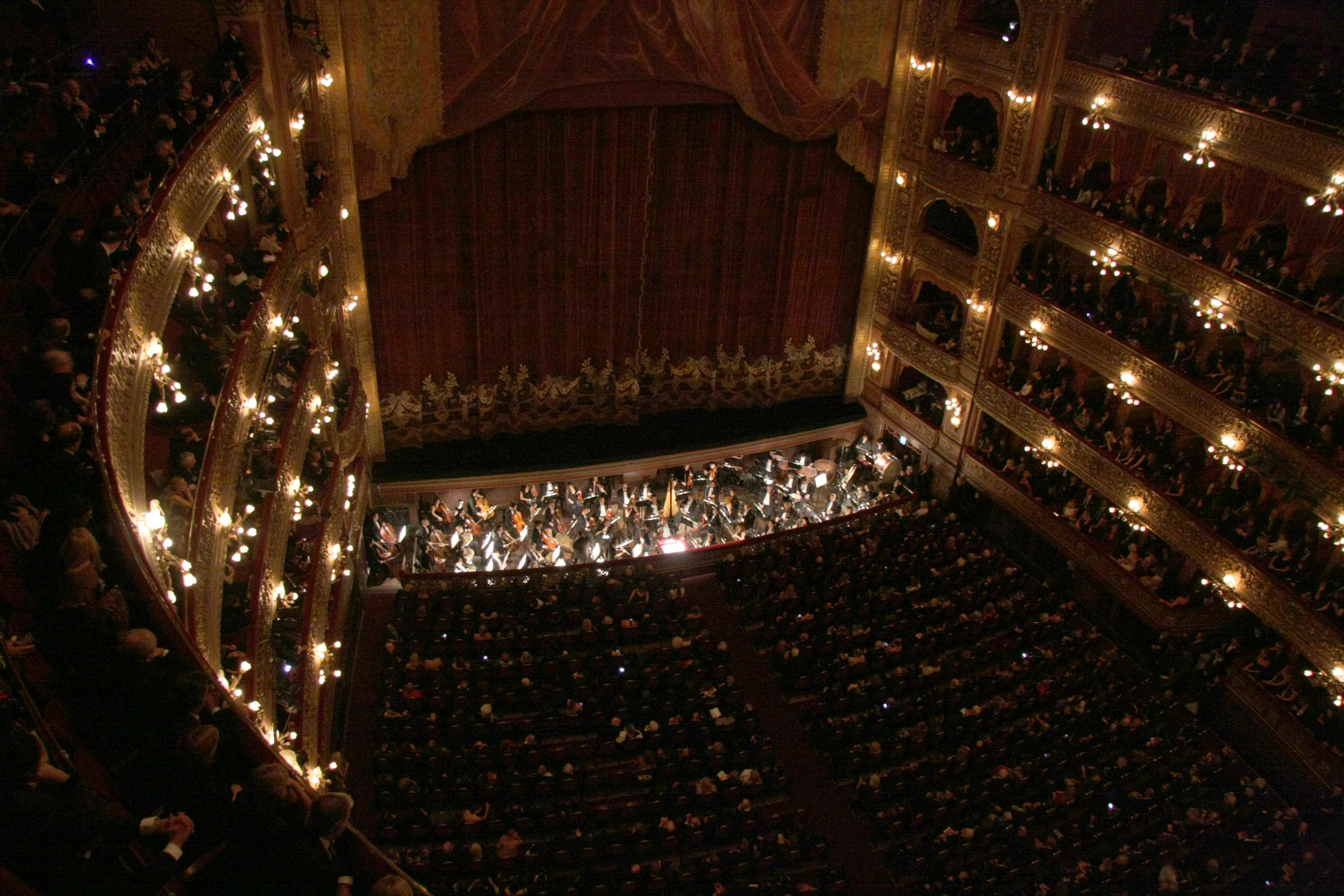